# Ectopistes
Ectopistes is een geslacht van vogels uit de familie duiven (Columbidae).

## Soorten
Het geslacht kent de volgende soort:
- † Ectopistes migratorius – Trekduif